# 天主教卡希亞斯公爵城教區
天主教卡希亞斯公爵城教區（拉丁語：Dioecesis Caxiensis），是巴西一個天主教教區，位於東南部里約熱內盧州中部，包括廿八個市。屬里約熱內盧總教區。
教區成立於1980年10月11日，2006年有教友1,032,735人，佔總人口79.0%。有十八個堂區、司鐸卅八人。現任教區主教為塔西西奧·納申特斯·桑托斯。